# سارا بیالا
سارا بیالا (لهستانی: Sara Biala؛ ‏ ۷ مارس ۱۸۸۱ – ۱۹۶۳) بازیگر لهستانی‌تبار آمریکایی بود که در تئاتر برادوی فعالیت داشت. او در سنین خردسالی با خانواده‌اش به ایالات متحده آمریکا مهاجرت کرد و در آیووا بزرگ شد. او فن بیان و سخنوری را در دانشگاه دریک و موسیقی را در شیکاگو آموخت.
از فیلم‌هایی که وی در آن‌ها نقش داشته است، می‌توان به بازار ترس و قانون یوکان اشاره نمود.